# Conquista del Chaco (Argentina)

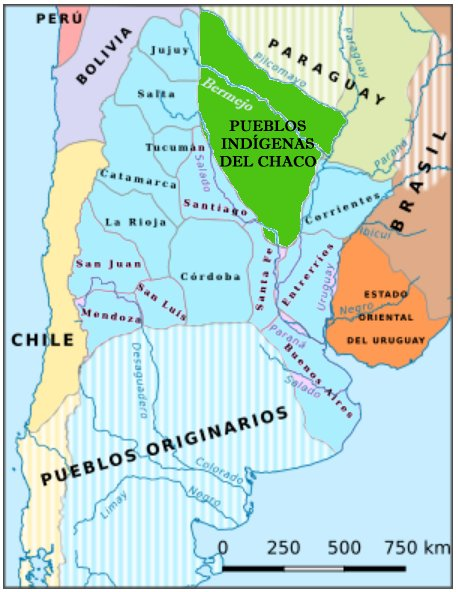
Ubicación de las catorce provincias argentinas y los territorios indígenas que fueron conquistados por la República Argentina en la Conquista del Chaco.

La conquista del Chaco es el nombre con que se conoce en la Argentina la guerra y demás acciones de conquista y ocupación llevada adelante por la República Argentina contra los pueblos guaycurues, matacos y otros pueblos originarios que habitaban el Chaco Central y Austral. Se trata de un territorio de aproximadamente 500.000 km², equivalente al de toda España.
Formalmente la situación de guerra se extendió durante 47 años, siendo iniciada por el presidente Domingo F. Sarmiento en 1870 y finalizada por el presidente Hipólito Yrigoyen en 1917, pero la resistencia armada indígena se extendió dos décadas más, hasta 1938, fecha esta última en la que el gobierno argentino disolvió el Regimiento de Gendarmería de Línea, considerando concluidas las operaciones bélicas y de "limpieza". Los territorios conquistados fueron incorporados a las provincias ya existentes de Salta, Santiago del Estero y Santa Fe, y dieron origen a dos territorios nacionales, Formosa y Chaco, que a mediados del siglo XX fueron provincializados. Los pueblos indígenas vencidos sufrieron procesos de aculturación, desapoderamiento de sus tierras y trabajo forzado, cuya valoración fluctúa fuertemente en la historiografía, desde un proceso "civilizatorio" y de "cristianización", hasta un acto de despojo y genocidio. En 1994 Argentina reformó la Constitución e incluyó entre las nuevas normas, el reconocimiento de la preexistencia de los pueblos indígenas, el reconocimiento de la personería jurídica de sus comunidades y la propiedad comunitaria de las tierras que tradicionalmente han ocupado.

## Pueblos originarios chaqueños
El Gran Chaco es una gran llanura tropical ubicada en el centro de Sudamérica, entre la Cordillera de los Andes y la línea del Río Paraguay/Paraná. La región fue descubierta hacia el año 3.000 AC y está habitada desde entonces. Topográficamente está dividida en tres franjas de norte a sur: Chaco Boreal, Chaco Central y Chaco Austral.
El poblamiento del área conformó tres grandes grupos de culturas: 
- las culturas chaquenses típicas (Mbayá-Guaikurú, Mataco-Mataguayo, Zamuco, Enlhet-Enenlhet, Chiquitano, Guató).[4]
- las culturas amazónicas (Tupí-Guaraní, Arawac, Tonocoté).[4]
- las culturas andinizadas (Lule-Vilela).[4]

La invasión europea que siguió a la llegada de Colón en 1492, encontró una fuerte resistencia de las culturas indígenas chaqueñas, que derrotaron los intentos españoles y portugueses de controlar la región, preservando su propia independencia luego de que las colonias españolas y portuguesas se independizaran al inicio del siglo XIX. El Gran Chaco quedó rodeado por cuatro países: Argentina, Paraguay, Brasil y Bolivia. Cada uno de esos Estados llevó adelante un proceso violento de conquista de los territorios y pueblos indígenas que se extendió entre mediados del siglo XIX y mediados del siglo XX.

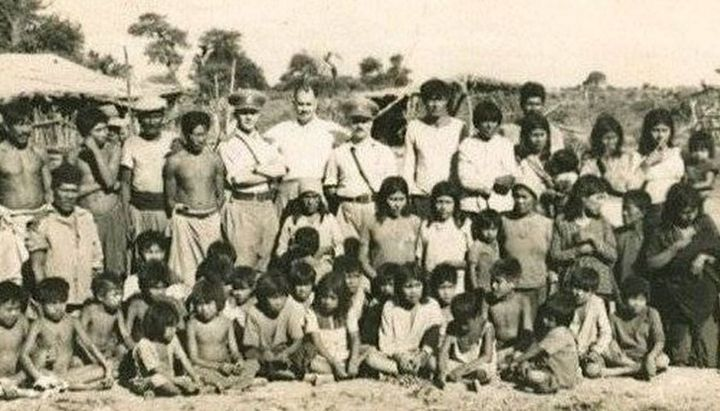
Agentes de la Gendarmería Nacional posando con niños y jovenes de la étnia pilagá secuestrados durante la masacre de Rincón Bomba.

A partir de 1810 la actual República Argentina comenzó a organizarse como un Estado independiente, proceso que culminó constitucionalmente en 1853/1860, con la conformación de una federación de catorce provincias, ninguna de las cuales incluía los territorios indígenas que habían preservado su independencia ante la conquista española. Inmediatamente después de finalizada su organización institucional, la República Argentina emprendió la conquista de las naciones y territorios indígenas que limitaban con las provincias federadas. Hacia el sur la operación bélica se llamó la Conquista del Desierto y finalizó con la ocupación de las regiones pampeana y patagónica oriental. Hacia el norte la operación bélica en la región chaqueña, tuvo como fin dominar los pueblos y territorios que se encontraban ubicados al sur del Río Pilcomayo, al oeste de la línea del Río Paraguay/Paraná y al este del Río Salado, que correspondían a las subregiones del Chaco Central y el Chaco Austral, separadas ambas por el Río Bermejo.
Por entonces los pueblos indígenas que habían controlado la región en los siglos anteriores eran:
- Guaycurúes: mocovíes, tobas y pilagaes
- Mataco-mataguayos: wichís, chorotes y chulupíes
- Otros: vilelas, tonocotés, tapietés, chanés y chiriguanos

## Tratados preexistentes
Hasta la década de 1870 y durante varios siglos, tanto las autoridades del Imperio Español, como la Argentina una vez independizada, celebró con las naciones indígenas nueve tratados de paz: 
- 1662: con los pueblos tocagües y vilos;
- 1710: con el pueblo de los malbalaes (hoy extintos);
- siglo XVIII sin fecha: con el pueblo de los lules;
- 1774: con el pueblo mocoví;
- 1822: Tratado de paz entre la provincia de Corrientes y el pueblo de los abipones;
- 1824: Acuerdo perpetuo entre la provincia de Corrientes y el pueblo de los abipones;
- 1825: Tratado de paz entre la provincia de Corrientes y los pueblos indígenas chaqueños;
- 1864: Convenio entre la provincia de Corrientes y los pueblos indígenas chaqueños;
- 1875: Tratado de paz entre la República Argentina y el pueblo vilela.

## Un conflicto marcado por el racismo

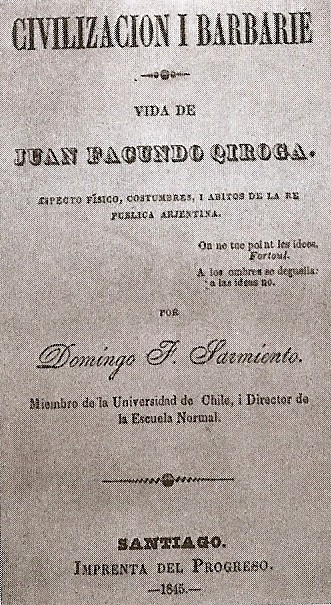
Tapa del libro "Civilización y barbarie" de Domingo F. Sarmiento, quien fuera el presidente bajo el cual el Estado argentino inició la Conquista del Chaco. Sarmiento veía los conflictos argentinos como un enfrentamiento entre personas "civilizadas" y personas "bárbaras".

Las relaciones entre el Imperio español —y luego la Argentina— y los pueblos indígenas estuvieron caracterizadas por una concepción racista, que valoraba negativamente a los pueblos indígenas. Inicialmente fueron sometidos a diversas formas de servidumbre o vasallaje, muy cercana a la esclavitud, quedando "encomendados" a colonizadores españoles o reducidos y protegidos en "reducciones". Durante largos períodos, la relación estuvo limitada al concepto central de "enemigo" al que era necesario destruir o someter. Una vez "pacificada" la relación, ésta pasaba a ser de un paternalismo absoluto, sin ningún respeto a la autodeterminación política y cultural, ya que se valoraba como superiores a la "civilización cristiana" y "blanca" proveniente de Europa. Las repúblicas americanas formadas como resultado de la independencia sostuvieron durante mucho tiempo su derecho a la soberanía sobre los territorios indígenas basándose en la "legítima" autoridad sobre los territorios indígenas ancestrales que había ostentado la monarquía española.
Desde la conquista europea, los pueblos indígenas han considerado ilegítima la ocupación de sus tierras ancestrales. Durante el siglo XIX y parte del siglo XX, el Estado argentino no reconoció la personería jurídica de los pueblos indígenas, ni derechos sobre esas tierras. Los indígenas no eran siquiera censados; en un principio, por las dificultades de hacer censos en tierras casi inaccesibles cuyas vías de comunicación eran desconocidas para los "blancos"; posteriormente se los ocultó deliberadamente, en defensa de un ideal de la Argentina "sin indios"; posteriormente se sostuvo que censar a los aborígenes por separado era un concepto racista, lo cual impidió conocer datos esenciales para la defensa de sus intereses. Hasta el censo indígena ordenado en 1965 por el presidente Arturo Illia no existían datos concretos sobre la cantidad de indígenas, sólo estimaciones. Posteriormente se realizaron censos indígenas parciales, hasta que recién en el siglo XIX se llevaron adelante censos completos y bien organizados, que demostraron que la población indígena total del país era, como mínimo, del doble de lo que afirmaban las estimaciones y los primeros censos.
Con el paso de los años se modificó la postura oficial de la República Argentina frente a los pueblos indígenas, en un marco universal de cuestionamiento al colonialismo y al atropello histórico y despojo sufrido por los pueblos indígenas, a manos de los imperios europeos y los países americanos que los sucedieron. Entre 1989 y 1992 se fortalecieron en toda Iberoamérica diversos movimientos de reivindicación indígena, que cuestionaron la Celebración del V Centenario del Descubrimiento de América y sostuvieron que no debía "celebrarse", sino que lo que correspondía era visualizar los derechos indígenas avasallados desde aquella fecha.
En 1994 el Estado argentino modificó considerablemente su postura y reconoció por primera vez los derechos indígenas al reformar la Constitución Nacional en 1994 (artículo 75, inciso 17), entre ellos «la preexistencia étnica y cultural» a la Nación y su derecho a la identidad y sus tierras ancestrales:

Reconocer la preexistencia étnica y cultural de los pueblos indígenas argentinos. Garantizar el respeto a su identidad y el derecho a una educación bilingüe e intercultural; reconocer la personería jurídica de sus comunidades, y la posesión y propiedad comunitaria de las tierras que tradicionalmente ocupan; y regular la entrega de otras aptas y suficientes para el desarrollo humano; ninguna de ellas será enajenable, transmisible ni susceptible de gravámenes o embargos. Asegurar su participación en la gestión referida a sus recursos naturales y a los demás intereses que los afecten. Las provincias pueden ejercer concurrentemente estas atribuciones.
Artículo 75, inciso 17 de la Constitución nacional de Argentina

La norma fue aprobada por unanimidad de todos los bloques, con la presencia de representantes de quince pueblos indígenas existentes en Argentina, en medio de una emoción general, por la magnitud del reconocimiento y el cambio histórico de la postura de la República Argentina frente a los pueblos indígenas, contra los que había realizado dos grandes guerras de conquista y mantenido una política sostenida de aculturación. La convencional Dora Rocha de Feldman sostuvo en aquel debate, que la reforma tenía como objetivo establecer la igualdad de las personas pertenecientes a los pueblos indígenas con todas las demás personas que tenían la ciudadanía argentina, "igualdad que ignoró la Constitución de 1853". La convencional Cecilia Lipszyc sostuvo que "las campañas militares que ocuparon el Chaco, son recordadas como una muestra del desagradecimiento y de la traición del hombre blanco".
El reconocimiento por parte de la República Argentina de los derechos indígenas ancestrales se completó con la ratificación del Convenio n.º 169 sobre Pueblos Indígenas y Tribales de la Organización Internacional del Trabajo (OIT) por la ley 24.071 (2000), la inclusión en el censo nacional a partir de 2004, la Declaración de las Naciones Unidas sobre los Derechos de los Pueblos Indígenas (2007) y el nuevo Código Civil y Comercial (2015), regulando la propiedad indígena de la tierra.
A partir de entonces las comunidades indígenas que habitan en la Argentina, comenzaron a organizarse para hacer efectivos sus nuevos derechos constitucionales.

## Sarmiento: el inicio de la conquista
Al finalizar la guerra del Paraguay en 1870 se abrió un nuevo conflicto entre Argentina, Paraguay, Brasil y Bolivia por la apropiación del territorio indígena chaqueño. Puntualmente, Argentina pretendía llevar sus fronteras hasta incluir el llamado Chaco Boreal que se encontraba al norte del Río Pilcomayo, mientras que Paraguay, apoyado por Brasil, pretendía que sus fronteras incluyeran el Chaco Central (entre el Río Pilcomayo y el Río Bermejo). La inminente movilización de los países citados hacia los territorios indígenas del Chaco con el fin de establecer su presencia allí, impulsó al gobierno argentino del presidente Domingo F. Sarmiento (1868-1874) a tomar una serie de medidas legales, militares, institucionales y geopolíticas que dieron origen a lo que se conoce como "la Conquista del Chaco". 

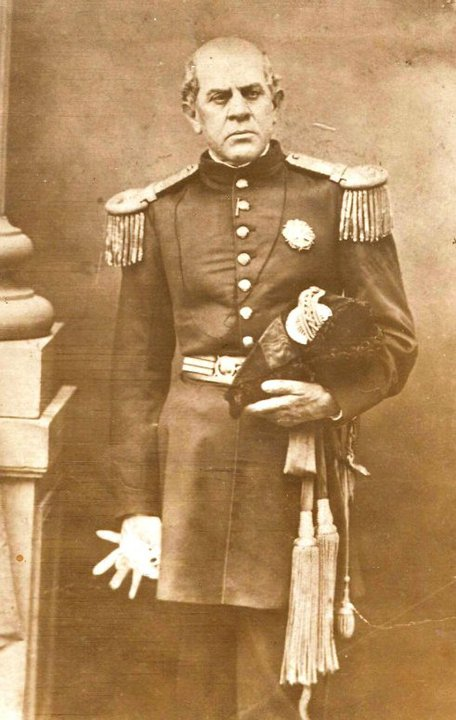
Domingo F. Sarmiento: durante su presidencia se inició la conquista de los territorios indígenas del Chaco.

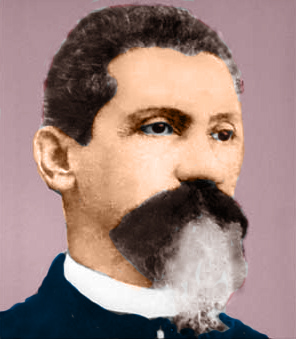
El coronel Napoleón Uriburu comandó las tropas argentinas que iniciaron la guerra de conquista del Chaco.

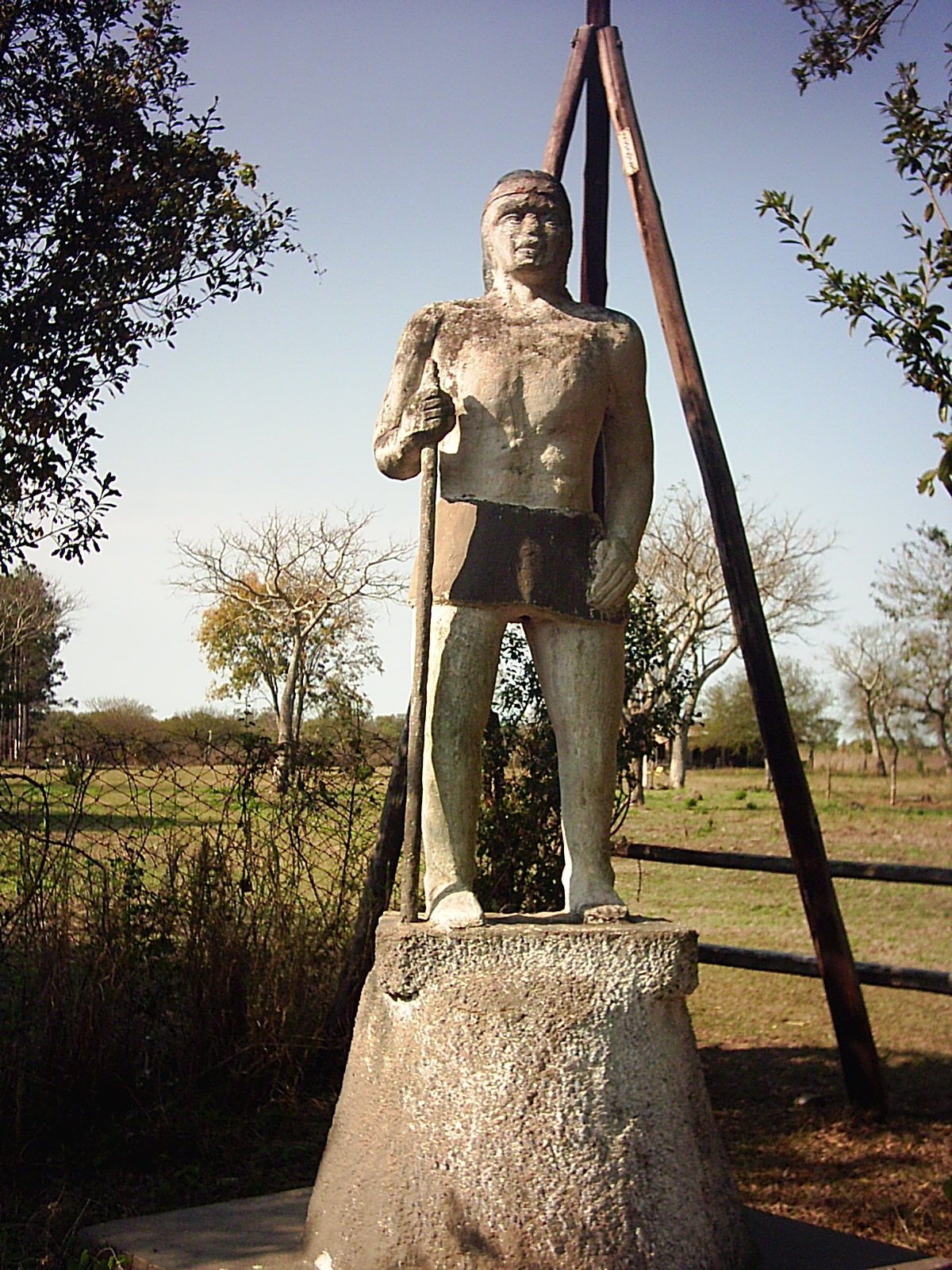
Estatua de Leoncito, nataxala del pueblo vilela, una de las culturas indígenas vencidas por la República Argentina en la guerra de Conquista del Chaco.

A comienzos de 1870 el teniente coronel argentino Napoleón Uriburu, recibió la orden de partir de Salta con el regimiento a su mando, apostado en Orán, con la misión de peinar, explorar y mapear el territorio chaqueño siguiendo la ruta del Río Bermejo. En aquel entonces los ríos tenían máxima importancia como vías de transporte y se constituyeron en un objetivo militar para los argentinos. El gobierno de Buenos Aires carecía por entonces de conocimientos geográficos sobre la región, como consecuencia de la ausencia casi total de otra población que no fueran los pueblos indígenas. 
Las tropas de Uriburu partieron el 16 de abril de 1870 y llegaron 56 días después a Corrientes, luego de recorrer 1250 km. En su camino se enfrentaron con diversas parcialidades matacas y tobas, sometiendo a once caciques y tomando miles de indígenas prisioneros que fueron destinados a la zafra de la caña de azúcar de las plantaciones de Salta y Jujuy, y a los obrajes de tanino instalados en sucesivas incursiones de los blancos dentro del territorio indígena, en precarios parajes conocidos por entonces como Paraje San Fernando (actual Resistencia, capital de la provincia del Chaco) y Reconquista. También se enfrentó con un escuadrón boliviano que tenía una misión similar.
El 31 de enero de 1872 Sarmiento creó por decreto el Territorio Nacional del Gran Chaco, estableciendo la capital en Villa Occidental, un pequeño poblado disputado con Paraguay, ubicado sobre la costa norte del Río Pilcomayo, que había sido ocupado por las tropas argentinas luego de la guerra y que sería nuevamente transferido al Paraguay en 1878, a raíz del Laudo Hayes que fijó la frontera argentino-paraguaya, tomando el nombre de Villa Hayes. Como gobernador fue designado Julio de Vedia, con mando sobre las tropas militares y de gendarmería. La creación del territorio nacional del Chaco fue confirmada en octubre por la Ley N.º 576.

## Las batallas de Resistencia
En 1874 Sarmiento fue reemplazado en la Presidencia de la Nación por Nicolás Avellaneda, dando inicio a un período de 42 años consecutivos en el poder del mismo partido político, el Partido Autonomista Nacional (PAN). A poco de asumir Avellaneda reemplazó al gobernador del Chaco por el coronel Napoleón Uriburu, quien atacó las tolderías de los caciques Noiroidife y Silketroique, derrotándolos.
Simultáneamente los dueños de los obrajes forestales, revelaban que la intención del bando argentino era desplazar a los indígenas de la posesión de la tierra con el fin de entregarla a empresarios "blancos". La noticia y la violencia de las autoridades argentinas contra su pueblo, llevaron al cacique Leoncito, del pueblo vilela, en diciembre de 1875, a abandonar su política de confluencia con el Estado argentino, para formar una alianza con el cacique qom Sinatquí (Cambá), para enfrentar a los argentinos.
El gobernador Uriburu decidió reunir a todos sus tropas para adentrarse en el Impenetrable con el fin de enfrentar a ambos líderes indígenas, pero sin contemplar el hecho de que así desguarnecía la colonia de Resistencia. Leoncito aprovechó la situación atacó el poblado en enero y febrero de 1876, siendo rechazado en ambas ocasiones. El 25 de abril realizó un tercer ataque, esta vez aliado con Sintaquí (Cambá), al mando de un ejército de guerreros vilela y qom, armados con lanzas. La defensa de Resistencia había quedado a cargo del coronel José María Ávalos, quien al mando de un grupo de guardias nacionales y peones armados con carabinas, resistió el ataque detrás de las empalizadas, causando numerosas bajas a las fuerzas indígenas. Ese año fue asesinado por guerreros del pueblo qom el capitán estadounidense Santiago Bigney y seis tripulantes de la chata Río de las Piedras cuando navegaba por el Bermejo.
Con su pueblo diezmado, el cacique Leoncito se presentó el 25 de julio de 1876 al gobernador Uriburu, para pactar la paz, quién la aceptó mediante un acuerdo que incluía la asignación de tierras para el pueblo vilela en la desembocadura del riacho Iné al noreste de Resistencia. Tres meses después Leoncito fue asesinado en circunstancias no aclaradas.
Para recuperar la embarcación y otra que la había auxiliado, el 25 de diciembre de 1876 el capitán de Marina Federico Spurr ingresó en el Bermejo con el Viamonte, combatiendo en varias acciones contra los qom, a los que derrotó en Cabeza del Toba. Las dos embarcaciones habían sido hundidas por los indios y fueron recuperadas por Spurr con parte de la carga, arribando a Corrientes el 17 de enero de 1877. 
El 23 de julio de 1875 el comandante Luis Jorge Fontana inició un reconocimiento de la entrada del río Pilcomayo, navegando 70 km por el río. 
El 19 de abril de 1878 Uriburu realizó una nueva expedición punitiva.
El 29 de agosto de 1879 el coronel Manuel Obligado partió de Reconquista con 150 hombres para reconocer un camino y regresó el 12 de octubre, luego de recorrer 750 km, sin combatir con los indígenas. 
El 4 de mayo de 1880 por orden del presidente Nicolás Avellaneda el mayor Luis Jorge Fontana partió de Resistencia con 7 oficiales, 30 soldados, 8 indígenas y 2 civiles con el objetivo de reconocer un camino que uniera Corrientes con Salta. Luego de 104 días llegó a Colonia Rivadavia en Salta tras recorrer 520 km bordeando el Bermejo y dejando abierta una picada. Derrotó a un grupo de tobas que lo superaba en número, aunque no en armamento, en un combate en el que perdió un brazo. Texto del telegrama enviado a Avellaneda:

Estoy en Rivadavia. Queda el Chaco reconocido. He perdido el brazo izquierdo en un combate con los indios, pero me queda el otro para firmar el plano del Chaco que he completado en esta excursión.

El 20 de mayo de 1881 el coronel Juan Solá y Chavarría partió desde el fuerte de Dragones con 9 oficiales, 50 hombres de tropa y 3 voluntarios, con el objetivo de reconocer el interior de la zona entre el Pilcomayo y el Bermejo hasta el puerto de Formosa. Desde el Fortín Belgrano costeó el Bermejo y ante su demora en llegar a destino, el gobernador del Chaco, coronel Bosch, envió 100 soldados en su búsqueda. El 3 de septiembre de Solá alcanzó Herradura y desde allí viajó por barco hasta Formosa.
El 19 de abril de 1882 los tobas asesinaron al médico francés Jules Crevaux y once de sus compañeros cerca de La Horqueta, al norte del paralelo 22° S, en el Pilcomayo. 
A mediados de 1882 Fontana, con el vapor Avellaneda y la lancha Laura Leona, exploró el Pilcomayo en busca de los restos de Crevaux, regresando el 18 de septiembre sin lograr hallarlos. Para castigar a los tobas y chiriguanos por el asesinato de Crevaux, partió desde Dragones  el teniente coronel Rudecindo Ibazeta; el 11 de junio de 1883 dejaba Dragones con 135 hombres. El 10 de agosto fueron atacados en el Pilcomayo por 650 indígenas en parte montados, finalizando con la muerte de 60 de ellos. Regresaron el 10 de septiembre tras haber escarmentado a los indígenas.

## Roca: batallas de Napalpí y La Cangayé
Durante la primera presidencia de Julio Argentino Roca (1880-1886) el Estado argentino llevó adelante una nueva gran ofensiva, en dos secuencias comandadas por el gobernador del Chaco, coronel Francisco B. Bosch y el ministro de Guerra, general Benjamín Victorica. En esta ocasión las fuerzas argentinas obtuvieron dos victorias decisivas en Napalpí y La Cangayé, a la vez que asesinaron a los tres grandes caciques que comandaban las fuerzas indígenas, Yaloshi, Shintaqqui (Cambá) y Juanelraí, desorganizándolas de manera definitiva. Según fuentes militares las batallas de Napalpí y La Cangayé fueron los dos eventos decisivos en la Conquista del Chaco.
Al iniciar la expedición de 1883, el gobernador Bosch se dirigía de este modo a sus soldados:

...el soldado argentino va a ensanchar nuestra línea de fronteras y brindar la civilización a tribus bárbaras que los rechazan, porque ignoran los beneficios que dispensa a los que sabemos apreciarla. Hagámosles comprender cuál es nuestra misión y que solo emplearemos en último caso el elemento destructor de las armas, para que a nuestro regreso anuncie al Gobierno, que dejamos exploradas nuevas tierras, dispuestas a recibir con ventajas la colonización y prontos al trabajo, brazos que eran improductivos y hostiles.
Francisco B. Bosch

El 5 de mayo de 1883 las tropas al mando de Bosch derrotaron en Napalpí a las fuerzas comandadas por el cacique Juanelraí, también conocido como Salarnek-alou (cacique rico). 
Roca ordenó a su ministro de Guerra, el general Benjamín Victorica, iniciar una campaña militar en el Chaco con la misión de desplazar a los pueblos indígenas hacia el norte del río Bermejo y establecer una línea de fortines que se extendiera desde el Río Paraguay a la provincia de Salta. 
Cinco columnas militares partieron desde Córdoba, Resistencia y Formosa con la orden de confluir sobre La Cangayé, dos escuadrillas debían remontar los ríos Bermejo y Pilcomayo y la reserva estaba formada por parte del Regimiento de Infantería de Marina en el Fortín General Belgrano. La campaña se realizó entre el 17 de octubre y el 21 de diciembre logrando cumplir sus objetivos y fundando tres pueblos (en El Timbó se fundó Puerto Bermejo, Puerto Expedición y Presidencia Roca, abriéndose además la navegación del río Bermejo).
El 21 de agosto de 1884 salió de Formosa una flota al mando del sargento mayor de Marina Valentín Feilberg conformada por la bombardera Pilcomayo, el remolcador Explorador, la lancha de vapor Atlántico, la chata Sara y otra más pequeña. El objetivo era explorar el Pilcomayo y establecer un fortín en su boca. Este fortín, llamado "Coronel Fotheringham", es la actual ciudad de Clorinda. Exploraron varios brazos del río hasta cerca del Salto Palmar y regresaron a Buenos Aires el 14 de abril de 1885. Participó de la expedición el naturalista e ingeniero hidrológo sueco Olaf J. Storm.
El 25 de junio de 1885 zarpó de Buenos Aires el vapor Teuco al mando de Juan Page para explorar el Bermejo, regresando a Corrientes el 3 de octubre.
En agosto de 1885 una flotilla de tres embarcaciones navegó por el Bermejo al mando de Guillermo Aráoz, explorando también el río Teuco. La expedición continuó en enero de 1886 hasta el río San Francisco al mando de los subtenientes Sáenz Valiente y Zorrilla. 
El 19 de septiembre de 1886 zarpó de Buenos Aires una escuadrilla al mando del capitán de Marina Federico Wenceslao Fernández, compuesta por el vapor Sucre y la chata Susana, con el objetivo de explorar el río Aguaray Guazú y verificar sus vinculaciones con el Pilcomayo.
El 12 de marzo de 1890 los barcos Bolivia y General Paz iniciaron una nueva exploración del Pilcomayo al mando del capitán de fragata Juan Page (murió durante la exploración), explorando el Brazo Norte.
El 1 de septiembre de 1899 el general Lorenzo Vintter inició una campaña militar en el Chaco austral al mando de 1700 hombres de la División de Operaciones del Chaco, formada por un batallón de infantería, cinco regimientos de caballería y un regimiento de artillería. Se intentó convencer pacíficamente a los indígenas de que debían someterse, pero se realizaron varios combates y la línea de frontera fue establecida en el río Pilcomayo. Se crearon puestos militares avanzados comunicados por telégrafo y un camino. La campaña concluyó con la ocupación militar efectiva del Chaco argentino, que se realizó con escasa resistencia indígena. 
La División de Caballería del Chaco fue disuelta en 1914, quedando únicamente en la zona el Regimiento 9 de Caballería. 
El 31 de diciembre de 1917 se dio por terminada la Conquista del Chaco, pero en marzo de 1919 un grupo de indígenas paraguayos, presumiblemente makás, atacó el fortín Yunká (sobre el Pilcomayo, en Formosa) matando a toda la guarnición y a los pobladores que se encontraban en el lugar, menos a un soldado de apellido Barrios que había sido evacuado a Formosa, enfermo de malaria. El mismo vivió muchos años en Clorinda, donde murió en la década del 70. Hoy el lugar se llama Fortín Sgto. 1.º Leyes, en homenaje al jefe fallecido en aquel ataque.

## Biografía
- Bonatti, Andrés; Valdez, Javier (2015). Una guerra infame. La verdadera historia de la Conquista del Desierto. Buenos Aires: Edhasa. ISBN 9789876283816.

- Datos: Q3625890